# Southern Utah University
La Southern Utah University è un'università statunitense pubblica con sede a Cedar City, nello Utah.

## Storia
L'università fu fondata nel 1897 ed il primo presidente fu Milton Bennion; nel corso della propria storia l'ateneo ha cambiato nome diverse volte (Branch Normal School, Branch Agricultural College, College of Southern Utah, Southern Utah State College) fino ad assumere l'attuale denominazione nel 1991.

## Sport
I Thunderbirds, che fanno parte della NCAA Division I, sono affiliati alla Big Sky Conference. La pallacanestro e il football americano sono gli sport principali, le partite interne vengono giocate all'Eccles Coliseum e indoor alla Centrum Arena.

### Pallacanestro
Southern Utah è uno dei college meno rappresentativi nella pallacanestro, conta un'unica apparizione nella post-season, nel torneo del 2001, dove venne eliminata al primo turno dal Boston College.